# Lei eleitoral de 1846

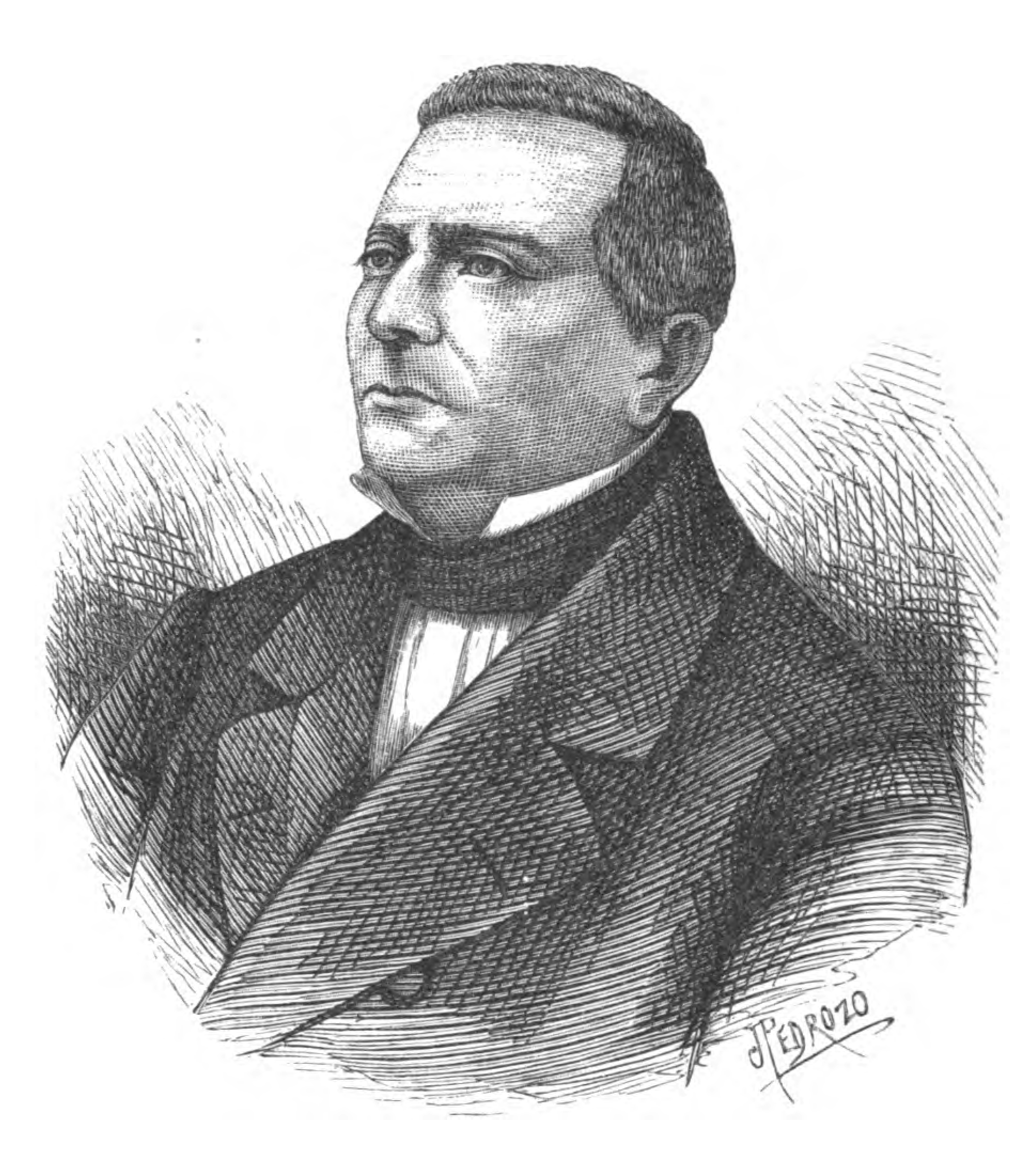
Odorico Mendes, principal arquiteto da Lei de 1846

A Lei eleitoral de 1846, ou simplesmente "Lei de 1846", foi uma reforma eleitoral realizada no Império do Brasil e estabelecida pela Lei nº. 387 de 19 de agosto de 1846. A medida passava a calcular em prata a renda exigida para se votar, combatendo a inflação no âmbito eleitoral e reforçando o caráter censitário do sufrágio no Império.

## Contexto
Até então, o sistema eleitoral brasileiro era regido pelas Instruções de 1824  e pelo Decreto de 1842, medidas consideradas insuficientes para se combater os vícios e distorções dos pleitos no período imperial. Entre os principais aspectos negativos das eleições do período estavam as fraudes, a violência e a interferência do governo no processo eleitoral. Contudo, na década de 1840, tornou-se pauta entre os partidos políticos da época a questão da inflação e de como ela influía no sistema representativo, em particular na questão da qualificação eleitoral: sendo indiretas, as eleições eram divididas entre "votantes" e "eleitores"; os primeiros elegiam os segundos, que por sua vez elegiam os deputados, senadores e membros das assembleias provinciais e câmaras municipais. Aos votantes era exigida uma renda média anual, estabelecida pela Constituição de 1824 em 100 mil réis. A quantia era considerada relativamente baixa para os padrões da época, tornando-se ainda mais acessível a partir dos efeitos da inflação, que desvalorizava a moeda, permitindo uma afluência maior de pessoas pouco abastadas no primeiro grau das eleições, fato considerado negativo pelas elites políticas da época.
Em um contexto de domínio liberal, após o Golpe da Maioridade, o deputado Odorico Mendes apresentou, em janeiro de 1845, um projeto de lei visando reformar o sistema eleitoral. Após um ano de debates e emendas por parte da base governista e da oposição, a reforma foi aprovada, ficando conhecida como a "Lei de 1846".

## Reforma
Segundo a Lei nº. 387 de 19 de agosto de 1846, em seu Artigo 18, parágrafo 5º:
Não serão incluidos na lista geral: [...] Os que não tiverem de renda liquida annual, avaliada em prata, a quantia de 100$000 por bens de raiz, industria, commercio, ou Emprego.
Enquanto as legislações anteriores não especificavam uma base para se calcular a renda exigida para o sufrágio, a Lei de 1846 estabeleceu a prata como medida basilar do censo eleitoral. Dessa forma, a lei buscava restaurar o valor real do dispositivo constitucional, ajustando-o à inflação vigente, possibilitando a exclusão daqueles indivíduos que haviam sido beneficiados pela defasagem do censo para o exercício daquele direito político. Além disso, militares de baixa patente passaram a ser excluídos nominalmente do sistema eleitoral.
Além da questão da renda, a lei também estabeleceu mudanças quanto à Junta Qualificadora. A Mesa de Qualificação dos eleitores passaria a ser composta por um Juiz de Paz eleito pelo município no ano anterior, além de dois delegados e dois subdelegados, todos eleitores, e um coletor de impostos. Buscava-se, assim, resguardar o momento de qualificação dos indivíduos aptos ao voto da influência do governo central, que buscava manipular os resultados das mesas para alcançar maioria parlamentar. Dessa forma, a reforma também visava tornar as eleições independentes da influência do governo, garantindo a representação da oposição e a veracidade do voto.

## Resultados
A Lei de 1846, embora considerada inovadora em seu contexto, não atingiu seus principais objetivos. A qualificação de votantes e eleitores continuou a ser manipulada pelos governos, uma vez que a eleição dos juízes de paz, presidentes das Mesas de Qualificação, sofria da influência e pressão dos chefes políticos locais, ligados aos governos provinciais e políticos nacionais. Além disso, embora o cálculo em prata da renda exigida tornasse o direito ao voto ainda mais restrito, o censo ainda não exigia a comprovação dessa renda e os analfabetos continuavam admitidos no sistema, o que diminuía o impacto excludente da reforma. As ondas inflacionárias posteriores acabariam por inutilizar a legislação nesses aspectos, sendo substituída em 1855 por uma nova reforma eleitoral, conhecida como Lei dos Círculos.